# Ávalon

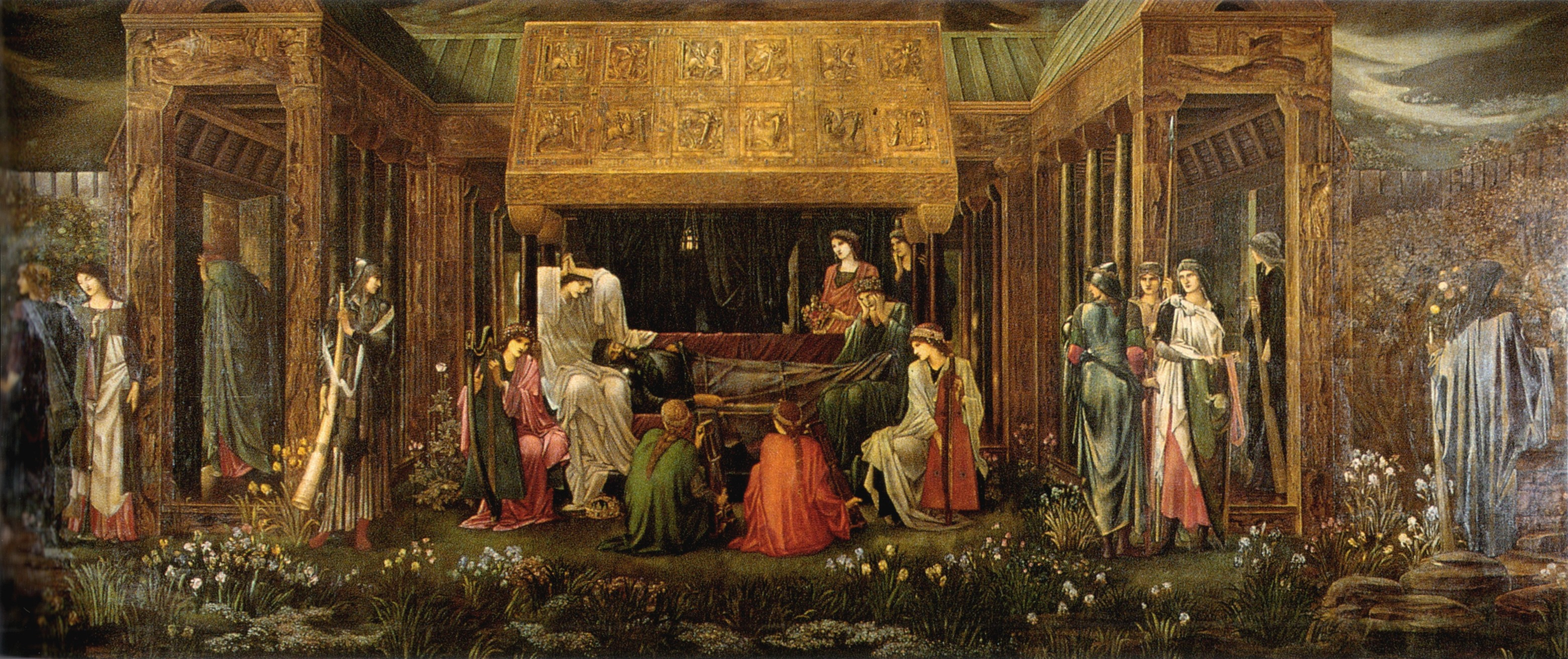
"El último sueño de Arturo en Avalón". Edward Burne-Jones.

Ávalon es el nombre de una isla legendaria de la mitología celta en algún lugar de las islas británicas donde, según la leyenda, los manzanos dan sabrosas frutas durante todo el año y habitan nueve reinas hadas; entre ellas, Morgana. En un principio se creía que la palabra Ávalon era una adaptación de la palabra celta Annwyn o Annuvin, que designa al legendario reino de las hadas, pero, ya en el siglo XII, Geoffrey de Monmouth pensaba que el nombre deriva de la traducción de "isla de las manzanas". Esto es altamente probable, debido a que, en el idioma bretón, manzana se dice aval, y en idioma galés se escribe 'afal' (con la pronunciación de la "f" como "v").

## Ubicación
La leyenda sitúa Ávalon en algún lugar no especificado de las Islas británicas, aunque ya a principios del siglo XI algunas de las tradiciones artúricas indican que este lugar puede estar situado en Glastonbury, donde antes de que la zona de la llanura de Somerset fuera dragada, existía una colina (Glastonbury Tor) que se elevaba como una isla en medio de los pantanos. Según el cronista medieval Giraldus de Cambrai, durante el reinado de Enrique II, el abad Henry de Blois patrocinó una búsqueda en la zona, lo que, al parecer, llevó al descubrimiento de un enorme ataúd de roble con una inscripción que rezaba Hic iacet sepultus iclitus rex Arthurus in insula Avalonia. ("Aquí yace sepultado el Rey Arturo, en la isla de Ávalon"). De Cambrai cuenta cómo los restos fueron trasladados en una gran ceremonia a la que asistieron el rey Eduardo I y su consorte, y, según él, ahora estarían bajo el altar mayor de la abadía de Glastonbury, sitio que se convirtió en un foco de peregrinaje hasta la reforma anglicana.
En cualquier caso, actualmente se considera que la asociación de Glastonbury y Ávalon no es sino un fraude. Los motivos son varios, entre ellos la propia inscripción, que parecería más adecuada al estilo del siglo XII, muy lejos de los siglos V y VI en el que presuntamente Arturo vivió y murió. Por no mencionar la falta de referencias contemporáneas al descubrimiento, hecho que no habría pasado desapercibido. Todo esto hace pensar que la historia fue creada por la misma abadía para aumentar su reputación.
Algunos estudiosos de las leyendas artúricas han situado Ávalon en la Ile Aval, en la costa de la Bretaña, mientras que otros la han ubicado en Burgh-by-Sands, en Cumberland, junto a la muralla de Adriano, donde se levantó el fuerte romano de Aballava, y otros más cerca de Camboglanna, en lo que ahora se llama Castlesteads.
En cualquier caso, como se ve, muchos son los que reclaman para sí la verdadera ubicación de Ávalon, la isla de las manzanas. Parece que las brumas de Ávalon cubren con su mítico velo el lugar de reposo del rey Arturo. Tras la batalla con Mordred, Arturo, moribundo, fue llevado a Ávalon por Morgana, la hechicera y medio hermana del rey. En la barca de Morgana iban varias mujeres: algunas conocidas (Igraine, Elaine, Nimue) y otras cuyos nombres no se mencionan (la reina de Gales del Norte, la reina de las Tierras Baldías o la reina de las Tempestades). En algunas leyendas sólo tres hadas escoltan al rey a la Isla de los Manzanos. Se dice que Arturo fue acostado en una cama dorada y el Hada Morgana sigue velando el cuerpo de su hermano.
También se piensa que Ávalon y el mundo nórdico de Helheim son el mismo lugar pero con distinto nombre.
El novelista, poeta y mitólogo británico Robert Graves considera en su obra El Vellocino de oro que la verdadera Ávalon se localizaba en la isla de Mallorca, España, lugar donde fijó su residencia.